# Closterocerus saintpierrei
Closterocerus saintpierrei är en stekelart som beskrevs av Girault 1913. Closterocerus saintpierrei ingår i släktet Closterocerus och familjen finglanssteklar. Inga underarter finns listade i Catalogue of Life.